# Des Canutells a Llucalari
Des Canutells a Llucalari este o arie protejată (sit de importanță comunitară — SCI, arie de protecție specială avifaunistică — SPA) din Spania întinsă pe o suprafață de 1.805,95 ha, integral pe uscat.

## Localizare
Centrul sitului Des Canutells a Llucalari este situat la coordonatele 39°53′55″N 4°08′16″E / 39.8987°N 4.1379°E.

## Înființare
Situl Des Canutells a Llucalari a fost declarat arie de protecție specială avifaunistică în martie 2006 pentru a proteja 3 specii de plante și 12 specii de animale. Situl a fost protejat și ca sit de importanță comunitară în iulie 2000.

## Biodiversitate
Situată în ecoregiunea mediteraneană, aria protejată conține 12 habitate naturale: Păduri termofile cu Fraxinus angustifolia, Pășuni mediteraneene udate de apa mării (Juncetalia maritimi), Faleze cu vegetație de Limonium spp. endemic de pe coastele mediteraneene, Pante stâncoase silicioase cu vegetație casmofită, Phrygana endemică cu Euphorbio-Verbascion, Lacuri eutrofice naturale cu vegetație de tip Magnopotamion sau Hydrocharition, Izvoare petrifiante cu formare de travertin (Cratoneurion), Pante stâncoase calcaroase cu vegetație casmofită, Pseudostepă cu ierburi și specii anuale de Thero-Brachypodietea, Lande oro-mediteraneene cu formațiuni endemice de grozamă, Păduri de Olea și Ceratonia, Galerii și tufărișuri riverane sudice (Nerio-Tamaricetea și Securinegion tinctoriae).
La baza desemnării sitului se află mai multe specii protejate:
- plante (3): Anthyllis hystrix, Daphne rodriguezii, Petalophyllum ralfsii
- păsări (11): pasărea ogorului (Burhinus oedicnemus), ciocârlie-cu-degete-scurte (Calandrella brachydactyla), caprimulg (Caprimulgus europaeus), șoim călător (Falco peregrinus), Galerida theklae, acvilă pitică (Hieraaetus pennatus), gaia roșie (Milvus milvus), vultur egiptean (Neophron percnopterus), Phalacrocorax aristotelis desmarestii, turturică (Streptopelia turtur), silvie de tufiș (Sylvia undata)
- reptile (1): țestoasă bănățeană (Testudo hermanni)